# Eleasar ben Schammua
R. Eleasar ben Schammua (auch: Eleazar ben Schammua, in Mischna und Baraita stets einfach R. Eleasar genannt, nicht zu verwechseln mit Eleasar = Eleasar ben Pedat) war ein als Gesetzeslehrer sehr geschätzter Tannait der dritten, nach anderen der vierten Generation, dem Priesterstamm angehörend (aus wohlhabender Familie), in Alexandrien geboren, und lebte und wirkte im zweiten nachchristlichen Jahrhundert.
Er besuchte seinen Lehrer Akiba im Gefängnis, ging dann – wie viele andere gezwungen während der hadrianischen Religionsverfolgungen seine Heimat zu verlassen – mit Jochanan ha-Sandelar nach Nisibis, um unter Jehuda ben Batyra zu studieren.
Seine Ordination erhielt er nicht durch Akiba, sondern erst nach dessen Tod durch R. Juda ben Baba. Eleasar ben Schammua wird an verschiedenen Stellen des bab. Talmuds als „vorzüglichster der Gelehrten“ bezeichnet. Er soll für sein Volk auch politisch aktiv gewesen sein, u. a. durch eine Intervention in Rom.
Er erreichte ein sehr hohes Alter, das er u. a. dem Verdienst zuschrieb, dass er nie die Synagoge als Durchgang benutzt habe, stets entweder vor den Schülern im Lehrhause anwesend war, um durch sein Hindurchgehen die bereits anwesenden Schüler nicht zu belästigen (die sich veranlasst gesehen hätten, sich von ihren Sitzen zu erheben), oder, falls er doch zu spät kam, hinter den Schülern stehen blieb.
Eleazar ben Schammua, der so viele Schüler hatte, dass sie sich oft nur "mit einer Elle Raum des Lehrhauses begnügen mussten" (bab. Eruwin 53 a), wurde auch Lehrer des Jehuda Hannasi, der Eleazar als "den bedeutendsten der Weisen" bezeichnete.
Eleazar wird auch unter die "Zehn Märtyrer" gezählt.
Von seinen Lehrsätzen ist der in P. A. IV, 12 zitierte am bekanntesten geworden: "Die Ehre deines Schülers sei dir so teuer wie deine eigene, die Ehre deines Freundes wie die Ehrfurcht vor deinem Lehrer und die Ehrfurcht vor deinem Lehrer wie die Ehrfurcht vor Gott!"